# 车得基
车得基（1927年11月—2009年7月），湖北武汉人，中国化学家、教授，毕业于上海大夏大学和华东师范大学化学系。1952年至1956年在山东大学化学系任教。1956年进入郑州大学任教，1983年至1994年8月任郑州大学校长。

## 头衔与荣誉
- 中共河南省委第四届委员（1984年-1990年）
- 中共十三大代表、中共十四大代表
- 当选河南省劳动模范（1986年）
- 当选河南省管优秀专家（1990年）
- 获得国务院政府特殊津贴（1991年）